# Hans Albrecht von Plüskow
Hans Albrecht von Plüskow, auch Hans Albregt von Plüskow und Hans Albert von Plüskow (* 1709 in Mecklenburg; † 1760 in Lifau auf Timor) war ein deutschstämmiger Offizier der Niederländischen Ostindien-Kompanie (VOC). Von 1758 bis 1760 war er Kommandant (Opperhoofd) der niederländischen Festung in Kupang auf Timor.

## Wirken auf Timor
Im 18. Jahrhundert kämpften die Niederländer gegen die Portugiesen und die Topasse um die Vorherrschaft in der Region. Die Topasse oder schwarzen Portugiesen waren eine europäisch-malaiische Mischbevölkerung, die zumindest nominell der portugiesischen Krone unterstanden.
Im März 1752 griffen die Niederländer unter von Plüskow das Reich von Amakono, kurz darauf auch Amarasi und das Topasse-Reich von Noimuti an. Der Kaiser von Amakono wurde nach Batavia ins Exil geschickt. Der Liurai von Amarasi ließ, eingekreist von seinen Feinden, sich und alle Frauen und Kinder von den eigenen Leuten töten. Über hundert Menschen starben. In Noimuti nahm Plüskow 400 Gefangene und eroberte 14 Kanonen. 1756 schloss der Johannes Andreas Paravicini mit 48 einheimischen Herrschern Westtimors und der Nachbarinseln den Vertrag von Paravicini im Namen der VOC. Damit sicherte sich die Kompanie den Großteil des Westens Timors. Zwei Jahre später übernahm Plüskow von Paravicini das Amt des Opperhoofd, nachdem der Deutsche zwischendurch Verwalter des Lagerhauses von Batavia war.
1759 entschied sich der portugiesische Gouverneur Vicento Ferreira de Carvalho, Lifau, den portugiesischen Stützpunkt in Westtimor eigenmächtig an die Niederländer zu verkaufen. Als die Niederländer 1760 unter Hans Albert von Plüskow aber den Ort in Besitz nehmen wollten, sahen sie sich einer Streitmacht der Topasse gegenüber. Von Plüskow wurde von Francisco da Hornay III. und António da Costa ermordet. Die Quellen sind widersprüchlich darüber, der neue portugiesische Gouverneur Sebastião de Azevedo e Brito an der Abwehr beteiligt war.

## Sonstiges
Plüskow besaß 140 Sklaven, von denen die Hälfte nach seinem Tod verkauft wurde.